# Parti présidentiel
Le Parti présidentiel est un ancien parti politique du Québec, Canada ayant existé de 1974 à 1975 (fusion avec l'Union nationale).

## Historique
Il est fondé le 5 mai 1974 par l'ancien député du Parti libéral du Québec à l'Assemblée nationale du Québec Yvon Dupuis. 
Une des résolutions des délégués est : « Nous croyons au droit de propriété, à l'entreprise privée, coopérative. Le rôle de l'État consiste à prévoir, à gouverner, à organiser, à encourager et à surveiller. L'État ne doit pas, sauf dans de rares exceptions, se transformer en fabricant, en distributeur et en commerçant. »
Dupuis fonde cette organisation politique après avoir subi de la pression pour démissionner du poste de chef du Ralliement créditiste du Québec. Il démissionne cependant du parti plus tard durant l'année et son remplaçant, Yvon Brochu, fusionne le parti avec l'Union nationale en mai 1975.